# Une mauvaise plaisanterie
Pour plus de détails, voir Fiche technique et Distribution.
Une mauvaise plaisanterie est un court métrage de Georges Méliès sorti en 1901 au début du cinéma muet.

## Fiche technique
- Réalisation, scénario et producteur : Georges Méliès
- Société de production : Star Film
- Format : Muet - Noir et blanc